# Omurtag (gmina)
Omurtag (bułg. Община Омуртаг) – gmina w północno-wschodniej Bułgarii, w obwodzie Tyrgowiszte.

## Miejscowości
Miejscowości wchodzące w skład gminy Omurtag:
- Bełomorci (bułg.: Беломорци),
- Byłgaranowo (bułg.: Българаново),
- Carewci (bułg.: Царевци),
- Cerowiszte (bułg.: Церовище),
- Czernokapci (bułg.: Чернокапци),
- Dołna Chubawka (bułg.: Долна Хубавка),
- Dołno Kozarewo (bułg.: Долно Козарево),
- Dołno Nowkowo (bułg.: Долно Новково),
- Golamo Cyrkwiszte (bułg.: Голямо Църквище),
- Gorna Chubawka (bułg.: Горна Хубавка),
- Gorno Kozarewo (bułg.: Горно Козарево),
- Gorno Nowkowo (bułg.: Горно Новково),
- Gorsko seło (bułg.: Горско село),
- Ilijno (bułg.: Илийно),
- Kamburowo (bułg.: Камбурово),
- Kestenowo (bułg.: Кестеново),
- Kozma Prezwiter (bułg.: Козма Презвитер),
- Krasnosełci (bułg.: Красноселци),
- Mogilec (bułg.: Могилец),
- Obiteł (bułg.: Обител),
- Omurtag (bułg.: Омуртаг) − siedziba gminy,
- Panajot Chitowo (bułg.: Панайот Хитово),
- Paniczino (bułg.: Паничино),
- Petrino (bułg.: Петрино),
- Płystina (bułg.: Плъстина),
- Pticzewo (bułg.: Птичево),
- Pydarino (bułg.: Пъдарино),
- Pyrwan (bułg.: Първан),
- Rosica (bułg.: Росица),
- Rytlina (bułg.: Рътлина),
- Srediszte (bułg.: Средище),
- Stanec (bułg.: Станец),
- Typczilesztowo (bułg.: Тъпчилещово),
- Ugledno (bułg.: Угледно),
- Weliczka (bułg.: Величка),
- Welikdencze (bułg.: Великденче),
- Werenci (bułg.: Веренци),
- Weselec (bułg.: Веселец),
- Wisok (bułg.: Висок),
- Wrani kon (bułg.: Врани кон),
- Zelena morawa (bułg.: Зелена морава),
- Zmejno (bułg.: Змейно),
- Zwezdica (bułg.: Звездица).